# Allium ampeloprasum var. porrum
Allium ampeloprasum var. porrum, conocido comúnmente como puerro, porro, ajo porro, ajo puerro, ajoporro, poro o cebolla larga, es una de las variedades cultivadas de la especie Allium ampeloprasum. Al igual que la cebolla (Allium cepa) y el ajo (Allium sativum), pertenece a la familia de las Amaryllidaceae y se distingue por su sabor suave y ligeramente dulce.
Es una planta herbácea bienal, aunque generalmente se cultiva como anual para su consumo. Se cree que su origen se encuentra en la región mediterránea, específicamente en Europa y Asia Occidental, donde ha sido cultivada desde la antigüedad. Su uso gastronómico se ha documentado en diversas culturas, desde la civilización egipcia hasta la cocina contemporánea de numerosos países.
El puerro se cultiva principalmente por su tallo cilíndrico, formado por hojas envolventes y superpuestas que le dan su característico aspecto alargado. Tanto sus hojas como su bulbo y sus flores son comestibles y se emplean en una gran variedad de preparaciones culinarias, desde sopas y guisos hasta platos salteados y ensaladas.
Dentro de la misma especie, otra variedad destacada es A. ampeloprasum var. ampeloprasum, conocida por nombres como "ajo blandino" y "ajo elefante". A diferencia del puerro, esta variedad se caracteriza por producir bulbos grandes y segmentados, similares a los del ajo común, aunque de mayor tamaño y con un sabor más suave.

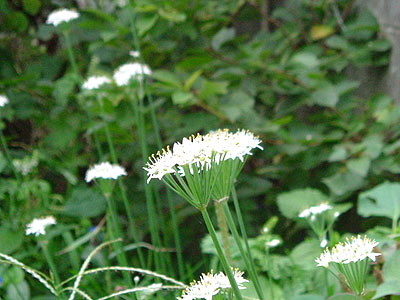
Flores de puerro

## Características
La planta del puerro (Allium ampeloprasum var. porrum) se compone de tres partes principales: las hojas, el falso tallo y el bulbo.
Sus hojas son largas, lanceoladas y con una tonalidad verde-azulada. Presentan una estructura algo plana y se disponen en forma de abanico, envolviendo progresivamente la parte inferior de la planta. A medida que crecen, las hojas externas pueden volverse fibrosas y menos tiernas, mientras que las internas conservan una textura más suave y comestible. Posee un falso tallo que es una estructura formada por la base solapada de las hojas. Es de color blanco en la parte inferior y verde en la parte superior. Esta sección es la más apreciada para el consumo debido a su textura tierna y su sabor suave. El bulbo es pequeño, alargado y de color blanco, diferenciándose de los bulbos redondeados de otras especies del género Allium, como la cebolla o el ajo. Desde la base del bulbo emergen numerosas raíces finas y fibrosas, que permiten la absorción de nutrientes del suelo.
En cuanto a su tamaño, un puerro cultivado suele alcanzar aproximadamente medio metro de altura y un diámetro de entre 3 y 5 cm, aunque estas dimensiones pueden variar según la variedad y las condiciones de cultivo.
Su sabor es característico, similar al de la cebolla pero más suave y ligeramente dulce, lo que lo hace un ingrediente versátil en la gastronomía. No se han reportado contraindicaciones significativas para su consumo en la alimentación humana, y es considerado un alimento seguro para la mayoría de las personas.
Desde el punto de vista nutricional, el puerro es una fuente importante de fibra, vitaminas (como la vitamina C, la vitamina K y algunas del complejo B) y minerales esenciales como el hierro y el manganeso. Además, es rico en inulina, un tipo de carbohidrato prebiótico que contribuye a la salud intestinal al favorecer el crecimiento de bacterias beneficiosas en el sistema digestivo.

## Historia
Es una planta conocida en Europa desde hace mucho tiempo, consumida ya en el antiguo Egipto en el 4000 a. C., y en el Lejano Oriente. 
La Biblia hebrea habla de חציר, identificado por los comentaristas como puerro, y dice que abunda en Egipto.. Los especímenes secos procedentes de yacimientos arqueológicos del antiguo Egipto, así como los grabados murales y los dibujos, indican que el puerro formaba parte de la dieta egipcia desde al menos el segundo milenio a. C.. Los textos también muestran que se cultivaba en la Mesopotamia desde principios del segundo milenio a. C.. 
Los puerros se comían en la antigua Roma y se consideraban superiores al ajo y a la cebolla. El libro de cocina Apicio (siglo I) contiene cuatro recetas con puerros. El puerro crudo era la verdura favorita del emperador Nerón, que lo consumía en sopa o aceite, pues creía que era beneficioso para la calidad de su voz. Esto le valió el apodo de «Porrofago» o «Comedor de Puerros».

## Cultivo
El puerro es una planta bienal resistente a los climas fríos, y por regla general prefiere suelos profundos. Se suele sembrar en los meses finales de invierno, y las primeras plantas se pueden recolectar en primavera (habitualmente, entre 16 y 20 semanas tras su plantación). Crece a pleno sol, aunque también puede hacerlo a media sombra. Las flores son hermafroditas y son polinizadas por abejas y otros insectos.
Para el proceso del blanqueo, cuando está suficientemente desarrollado el tallo, se tumba y se entierra para evitar que le dé la luz.

### Plagas
Los puerros pueden sufrir plagas de insectos, como la polilla del puerro. La polilla del puerro (Acrolepiopsis assectella), cuya oruga suele denominarse gusano del puerro, es el parásito más común. Para evitarlo, se utiliza un velo antiinsectos o se trata las partes aéreas con productos que contengan Bacillus thuringiensis. Otros insectos que pueden infestar los puerros son:
- Gusano de la cebolla (Delia antiqua, familia Anthomyiidae).
- la mosca minadora del puerro (Napomyza gymnoostoma), que es una especie invasora que ha aparecido en Europa, probablemente favorecida por el cultivo intensivo y el comercio. Desde 2003 se tiene constancia de su presencia en Francia, primero en Alsacia, luego en Borgoña y en Île-de-France, a veces bajo el nombre de Phytomyza gymnostoma[11] La forma de protección más eficaz es el uso de un velo contra insectos.[12]
- Otro minador parece estar extendiéndose, incluso en Francia desde 2006, cuando se descubrió en el departamento de Manche; se trata de Liriomyza nietkei, que causa menos daños que Phytomyza.[11]
- Los trips (Thysanoptera) causan daños estéticos que hacen invendibles los productos (manchas negras en las hojas).[13]

Los puerros también son sensibles a enfermedades fúngicas como la roya del puerro (Puccinia allii). La roya del puerro provoca la aparición de pequeñas manchas de roya causadas por varias especies del género Puccinia. Se desarrolla cuando el follaje está húmedo, y la elección de variedades resistentes y la rotación de cultivos son las mejores formas de protegerse contra ella.

## Usos culinarios

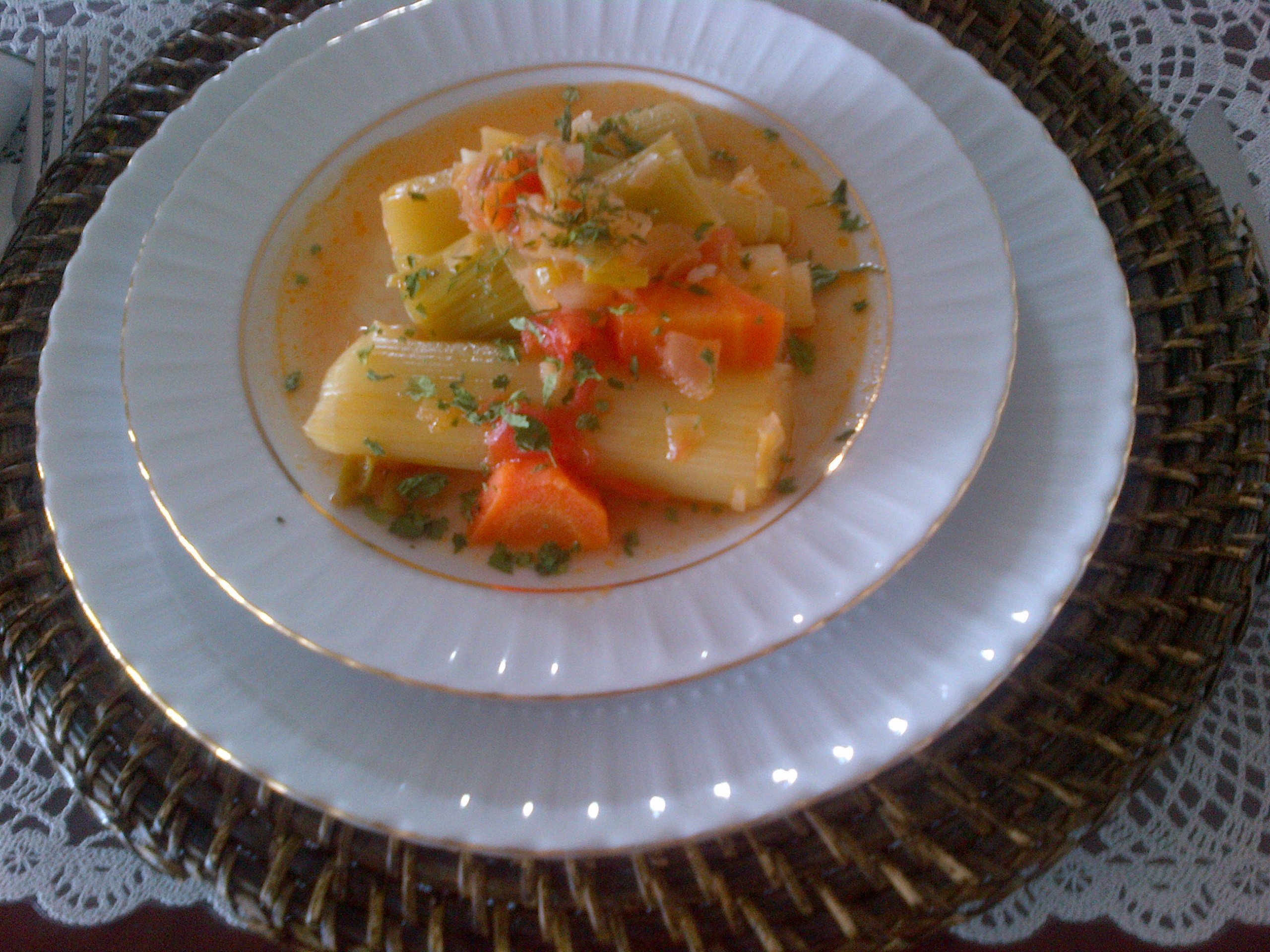
"Zeytinyağlı pırasa" (Puerros con aceite de oliva) es otro de los platos fríos hechos con puerros y con aceite de oliva, en la cocina turca.

Es una verdura empleada frecuentemente en sopas y cocidos y cruda en ensaladas. La parte comestible de la planta son las hojas y el bulbo, aunque a veces se comen las flores en ensaladas. En la cocina española existen diversos platos que incluyen el puerro; uno de los más famosos es la porrusalda, una especie de sopa que los incluye como ingrediente principal (purrusalda es literalmente sopa de puerro en euskera). En la localidad española de Sahagún existe mucha tradición de cultivo en sus huertas y de preparación del puerro de muchas maneras y hay una marca de garantía puerro de Sahagún.
En otras gastronomías europeas aparece como ingrediente, como por ejemplo en la belga en el waterzooi o en diversos platos franceses, como la vichyssoise o el mirepoix. En el mundo anglosajón se tiene la leek soup, muy famosa en la cocina de Gales.

## Usos medicinales
Esta planta tiene las mismas propiedades medicinales que el ajo, pero en una forma mucho más suave y con los principios activos más suaves. Del jugo que desprende la planta se ha dicho que tiene propiedades insecticidas. Se han realizado numerosas investigaciones y se han comprobado los efectos hipotensores en ratas.

## Usos simbólicos
Esta planta es el emblema floral de Gales. Según la mitología galesa, San David ordenó a sus soldados galeses que llevaran la planta en el casco en una batalla contra los sajones que, según se cuenta, tuvo lugar en un campo de puerros. Es probable que esta historia fuera concebida por el poeta inglés Michael Drayton, pero se sabe que la planta ha sido un símbolo de este pueblo desde la antigüedad. Por ejemplo, Shakespeare hace referencia a la tradición de llevar el puerro en su obra Enrique V, donde Enrique le dice a Fluellen que lleva el puerro "porque soy galés, ya sabes, buen compatriota".

## Aspectos económicos
La producción mundial de puerros se situó en 2.236.771 toneladas en 2014, siendo Indonesia el principal productor con casi 520.000 toneladas anuales, seguido de Turquía (223.000 t) y Bélgica (190.000 t).
En 2017 Francia produjo 158 273 toneladas. La superficie cultivada es de 4.955 hectáreas, lo que da un rendimiento de 31,9 toneladas por hectárea. Los principales departamentos productores son Manche, Loire-Atlantique, Loir-et-Cher, Nord y Ain. El comercio exterior francés es deficitario: se exportan 16.325 toneladas producidas, pero se importan 24.271 toneladas.
En 2022 se cosecharon en todo el mundo 2 109 066 toneladas de puerro y cebollino. La producción en España fue de 70 280 toneladas.
La producción en Alemania fue de 87 150 toneladas.

## Véase también

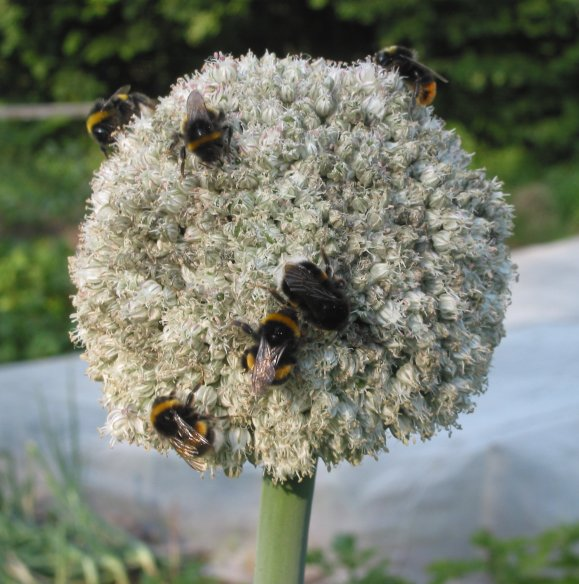
Inflorescencia de puerro siendo fecundada por abejorros.